# 동부쿠올
동부쿠올(Dasyurus viverrinus)는 주머니고양이과에 속하는 유대류의 일종이다. 오스트레일리아 토착종으로 중형 크기의 육식동물이다. 널리 분포하며 테즈메이니아 주 현지에서는 흔하게 발견된다. 1960년대 이후 대륙에서는 멸종된 것으로 간주하고 있지만, 재도입하려는 노력을 계속하고 있다. 6종의 쿠올 중의 하나이다.